# 利奥波德·勒文海姆
利奧波德·勒文海姆（德語：Leopold Löwenheim，1878年6月26日—1957年5月5日），生于德國克雷費爾德，是一位德國數學家，主要成就在數理邏輯方面。納粹政權強迫勒文海姆退休，因為在紐倫堡法案，他被認為只有四分之三的雅利安人血統。1943年，勒文海姆的大部份作品都在一次柏林的空襲下被摧毀了。不過，他在第二次世界大戰後存活了下來，並且恢復教導數學的工作。
勒文海姆於1915年給出了現在稱之為勒文海姆–斯科倫定理的第一個證明，此一定理通常被認為是模型論的起點。

## 另見
- 托拉爾夫·斯科倫

## 外部連結
- 約翰·J·奧康納; 埃德蒙·F·羅伯遜, ,  （英语）